# Harry M. Daugherty
Pour les articles homonymes, voir Daugherty.
Harry Micajah Daugherty, né le 26 janvier 1860 à Washington Court House (Ohio) et mort le 21 octobre 1941 à Columbus (Ohio), est un juriste et homme politique américain. Membre du Parti républicain, il est procureur général des États-Unis entre 1921 et 1924 dans l'administration du président Warren G. Harding puis dans celle de son successeur Calvin Coolidge. Ce dernier contraint Harry M. Daugherty à la démission, visé par des soupçons de corruption et faisant l'objet de deux enquêtes fédérales.

## Biographie

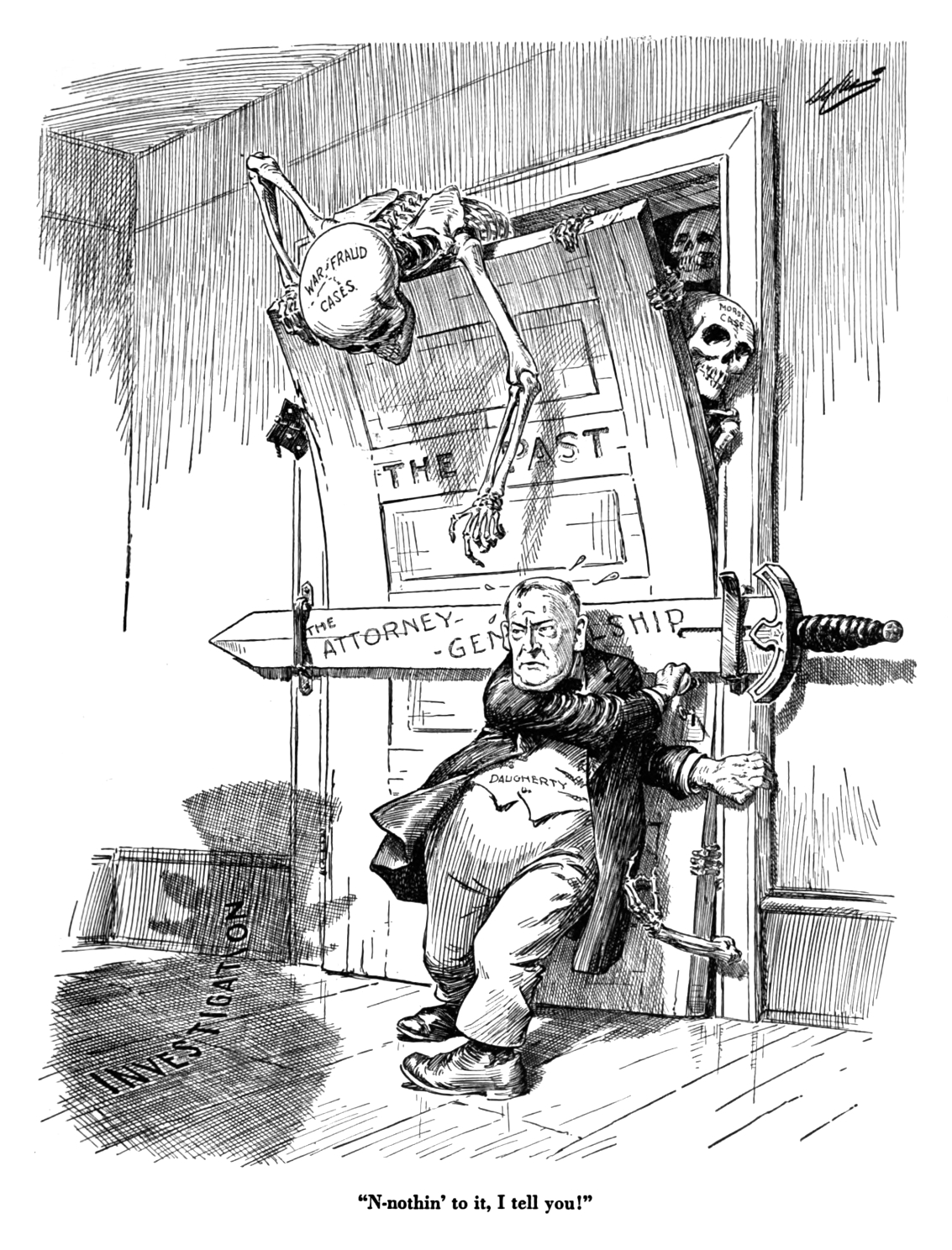
Caricature de 1922.

## Source
- (en) Cet article est partiellement ou en totalité issu de l’article de Wikipédia en anglais intitulé « Harry M. Daugherty » (voir la liste des auteurs).